# Nițchidorf, Timiș
Nițchidorf este satul de reședință al comunei cu același nume din județul Timiș, Banat, România.

## Geografie
Localitatea este așezată în partea sudică a județului Timiș, la 30 de kilometri de reședința de județ Timișoara. Nițchidorf avea aproximativ 1523 de locuitori în anul 2011 și o suprafață totală de 64.13 km2. Comuna este alcătuită din trei sate: Blajova, Duboz și Nițchidorf.

## Istorie

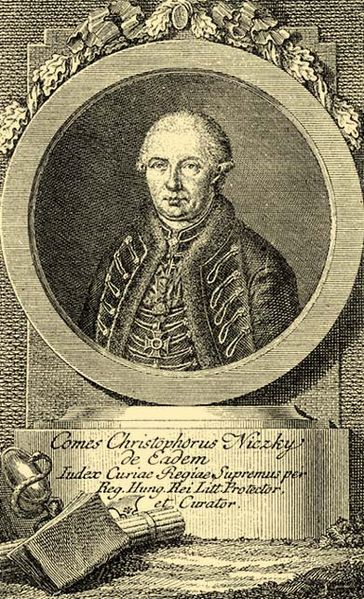
Kristóf Niczky (1725-1787), fondatorul așezării

Prima clădire a acestei așezări a fost menționată pentru prima dată în anul 1784. Comuna a fost denumită după fondatorul acesteia, contele Kristóf Niczky. Din punct de vedere istoric, localitatea a fost locuită de către șvabi. Aceștia ce au migrat din  România în anii 1980, după acordul româno-german de repatriere.

## Demografie
| Evoluția demografică a etniilor | Evoluția demografică a etniilor | Evoluția demografică a etniilor | Evoluția demografică a etniilor | Evoluția demografică a etniilor | Evoluția demografică a etniilor | Evoluția demografică a etniilor | Evoluția demografică a etniilor |
| An                              | Români                          | Germani                         | Unguri                          | Rromi                           | Alții                           | Total                           |                                 |
| ------------------------------- | ------------------------------- | ------------------------------- | ------------------------------- | ------------------------------- | ------------------------------- | ------------------------------- | ------------------------------- |
| 1880                            | 1,015                           | 1,803                           | 19                              | N/A                             | 24                              | 2,861                           |                                 |
| 1910                            | 1,226                           | 2,123                           | 71                              | N/A                             | 35                              | 3,455                           |                                 |
| 1941                            | 1,035                           | 2,078                           | 29                              | N/A                             | 15                              | 3,157                           |                                 |
| 1977                            | 956                             | 1,131                           | 14                              | -                               | 5                               | 2,106                           |                                 |
| 1992                            | 1,411                           | 59                              | 21                              | -                               | 64                              | 1,555                           |                                 |
| 2002                            | 1,465                           | 19                              | 32                              | 7                               | 61                              | 1,584                           |                                 |
| 2011                            | 1,352                           | 21                              | 26                              | 5                               | 119                             | 1,523                           |                                 |

## Personalități
- Herta Müller (născută în 1953), scriitoare germană și câștigătoare a Premiului Nobel pentru Literatură în 2009.
- Sebastian Kräuter (1922-2008), episcop al Diecezei Romano-Catolice de Timișoara între 1990-1999.
- Balthasar Waitz (1950), scriitor, traducător, ziarist